# Unterschneidheim
Unterschneidheim – miejscowość i gmina w Niemczech, w kraju związkowym Badenia-Wirtembergia, w rejencji Stuttgart, w regionie Ostwürttemberg, w powiecie Ostalb, wchodzi w skład związku gmin Tannhausen. Leży ok. 23 km na północny wschód od Aalen.

## Współpraca
Miejscowości partnerskie:
- Krumhermersdorf – dzielnica Zschopau, Saksonia
- Volvic, Francja